# Шадр, Иван Дмитриевич
Ива́н Дми́триевич Шадр (настоящая фамилия — Иванов; 30 января [11 февраля] 1887, Такташи, Оренбургская губерния — 3 апреля 1941[…], Москва) — русский и советский скульптор-монументалист, представитель направления «академический модерн». Лауреат сталинской премии.

## Биография
Иван Иванов родился 30 января (11 февраля) 1887 года в селе Такташинском Мишкинской волости Челябинского уезда Оренбургской губернии, ныне деревня Такташи входит в Мишкинский муниципальный округ Курганской области. Село Такташинское — место сезонной работы его отца, плотника Дмитрия Евграфовича Иванова, а постоянное место жительства — город Шадринск Шадринского уезда Пермской губернии, ныне город областного подчинения Курганской области. Предположительно Ивана крестили в Свято-Троицкой церкви села Островного Маслейской волости Челябинского уезда (ныне в Мишкинском муниципальном округе Курганской области).
В 1898 году его отвезли в Екатеринбург на ватно-шерстяную и скорняжную фабрику купцов Панфиловых, где он был сначала мальчиком на побегушках, потом сторожем и грузчиком. В 1901 году Иван сбежал с фабрики. Без всякой подготовки он успешно сдал экзамен по рисунку в Екатеринбургскую художественно-промышленную школу, где учился до 1906 года у Тедора Эдуардовича Гринберга (Залькална).
Летом 1907 года вместе с сокурсником Петром Дробышевым отправился странствовать по России по тем местам, где побывал в своё время Максим Горький. Они побывали на Каме, Волге, Дону, путешествовали по Кавказу, Украине, заехали в Москву, Иван пешком дошёл до Санкт-Петербурга. В столице, после неудачной попытки поступить в Академию художеств, подрабатывал, в частности, уличным пением. Однажды его голос услышал режиссёр Александринского театра Михаил Егорович Дарский, который принял живое участие в судьбе юноши. Он помог Ивану поступить на Высшие драматические курсы Санкт-Петербургского Императорского театрального училища, чтобы тот мог учиться на певца. В училище И. Шадр продолжал рисовать и заниматься скульптурой. Его рисунки попали к Илье Ефимовичу Репину, который дал им высокую оценку. По ходатайству петербургских ценителей таланта Ивана Дмитриевича Шадринская городская управа назначила ему стипендию. В Санкт-Петербурге посещал также рисовальную школу Императорского общества поощрения художеств Николая Константиновича Рериха и Музыкально-драматическую школу. В столице прожил до 1908 года, затем год служил в Русской императорской армии.
С 1908 года начал использовать псевдоним «Шадр», основой которого послужило имя родного города Шадринска. Иван Дмитриевич писал:

Нас, Ивановых-то, слишком уж много. Надо же как-то отличить себя от других Ивановых, ну я и взял себе псевдоним «Шадр» — от названия родного города, чтобы прославить его.

В 1910 году уехал за границу. Сначала в Париж (Третья Французская республика), где был студентом высших муниципальных курсов скульптуры и рисования в Академии де ла Гранд-Шомьер под руководством Огюста Родена и Эмиля Бурделя. В 1911 году парижские учителя отправили его на стажировку в Рим (Королевство Италия) в Институт изящных искусств.
В 1912 году вернулся в Россию. В Москве обучался в Московском археологическом институте. С 1914 по 1917 год работал у кинопромышленника Александра Алексеевича Ханжонкова.
В 1918 году уехал в Омск забрать семью в Москву, однако остался в этом городе до 1921 года. Там выступал с лекциями по искусству. Работал над памятником генералу Лавру Георгиевичу Корнилову, готовил проект коронования адмирала Александра Васильевича Колчака, проект памятника в честь освобождения Сибири. Колчаковское правительство поручило Шадру разработку эскизов денежных знаков серии «Возрождение России». Проекты так и остались нереализованными.
После занятия Омска частями Рабоче-крестьянской Красной Армии в ночь с 13 на 14 ноября 1919 года, работал в Политпросвете 5-й Армии и в Сибревкоме. По заказу Сибревкома создл в Омске памятник Карлу Марксу. В 1921 году, как только было восстановлено железнодорожное сообщение, уехал в Москву.
В 1926 году стал членом Общества русских скульпторов, в дальнейшем Союза советских скульпторов.
У скульптора был рак желудка. Операция, сделанная хирургом  Сергеем Сергеевичем Юдиным, дала надежду на выздоровление. Однако начался сепсис.
Иван Дмитриевич Шадр умер 3 апреля 1941 года в городе Москве. Похоронен на Новодевичьем кладбище (участок № 2, ряд 26, место 12), ныне в муниципальном округе Хамовники Центрального административного округа города Москвы, надгробие — скульптор И. Рабинович, архитекторы Георгий Павлович Гольц, Александр Алексеевич Заварзин.

## Творческая деятельность
В своем творчестве Иван Шадр искал пути создания монументальной реалистической скульптуры. Многочисленные мемориальные сооружения, созданные им в 1910—1930-х годах, были посвящены преимущественно жертвам Первой мировой войны. Они связаны с традициями модерна и национально-романтических течений, отличаются тягучими, тяжеловесными ритмами, пристрастием к метафорическому осмыслению мотива человеческого тела, застывающего в мёртвой материи камня или высвобождающегося из него, иногда — использованием элементов народной архитектуры.
Среди его ранних работ выделяется проект «Памятника Мировому страданию» (1916). Позднее эта работа преобразовалась в ещё более грандиозный проект «Памятника человечеству». В июле 1917 года Шадр опубликовал статью «Умирающее искусство».
В 1919 году 1-й Сибирский императора Александра I кадетский корпус за 18 тысяч рублей заказал Ивану Шадру памятник своему воспитаннику генералу Л. Г. Корнилову. В том же году скульптор готовил проект коронования адмирала Колчака, а также проект памятника в честь освобождения Сибири. Кроме того, колчаковским правительством Шадру была поручена разработка эскизов денежных знаков серии «Возрождение России». Однако эти проекты так и остались нереализованными, так как в ноябре 1919 года Временное Всероссийское правительство бежало из Омска, и город был занят частями Рабоче-крестьянской Красной Армии.

### Советский период
В апреле 1920 года И. Шадр взялся увековечить память жертв белого террора, погребённых в городском саду Омска. В мае того же года он получил заказ от Сибревкома на памятник Карлу Марксу. Летом статуя уже была готова и установлена. В Омске Иван Дмитриевич работал также над рельефами с изображением Карла Маркса, Карла и Вильгельма Либкнехтов и Розы Люксембург.

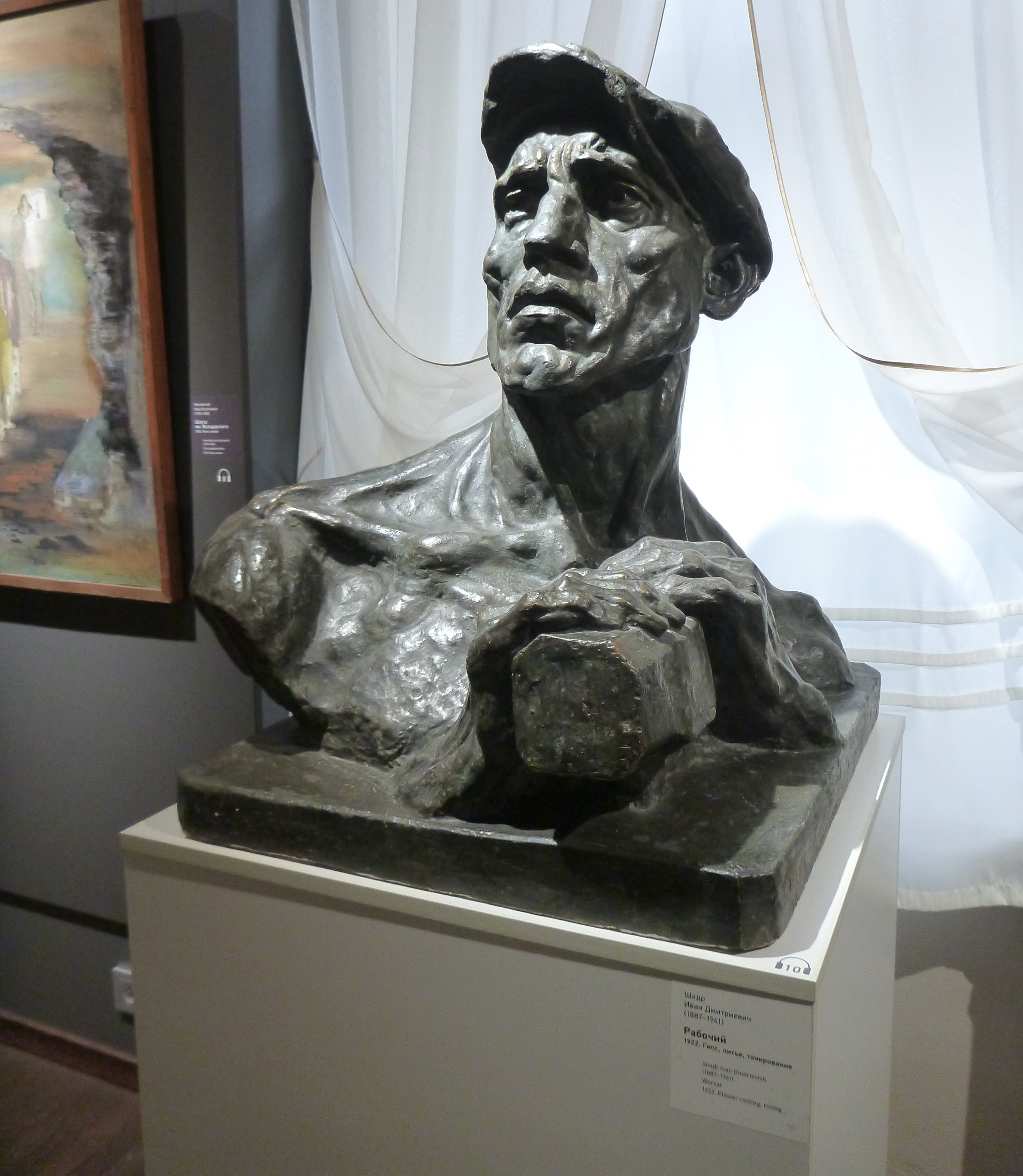
Рабочий. Иван Шадр, 1922

И. Д. Шадр является автором скульптур так называемых «денежных мужиков»: фигур рабочего, крестьянина, красноармейца и сеятеля (гипс, 1922, Русский музей; бронзовые отливки — в Третьяковской галерее), созданных по заказу Гознака для воспроизведения на банкнотах. Первые три скульптуры стали основой для выпуска четвёртого стандартного выпуска почтовых марок РСФСР  (ЦФА [АО «Марка»] № 73-85), первого стандартного выпуска СССР  (ЦФА [АО «Марка»] № 99-194) и частично — для двух последующих  (ЦФА [АО «Марка»] № 281-287, 291-295). Первые в СССР художественная маркированная почтовая карточка и маркированный конверт вышли с «шадровскими» марками. Скульптуры Ивана Дмитриевича были также воспроизведены на облигациях займов и государственных ценных бумагах СССР. Прототипы своих героев скульптор нашёл в деревне Прыговой (Колгановой) Крестовской волости Шадринского уезда (ныне в Шадринском муниципальном округе Курганской области).

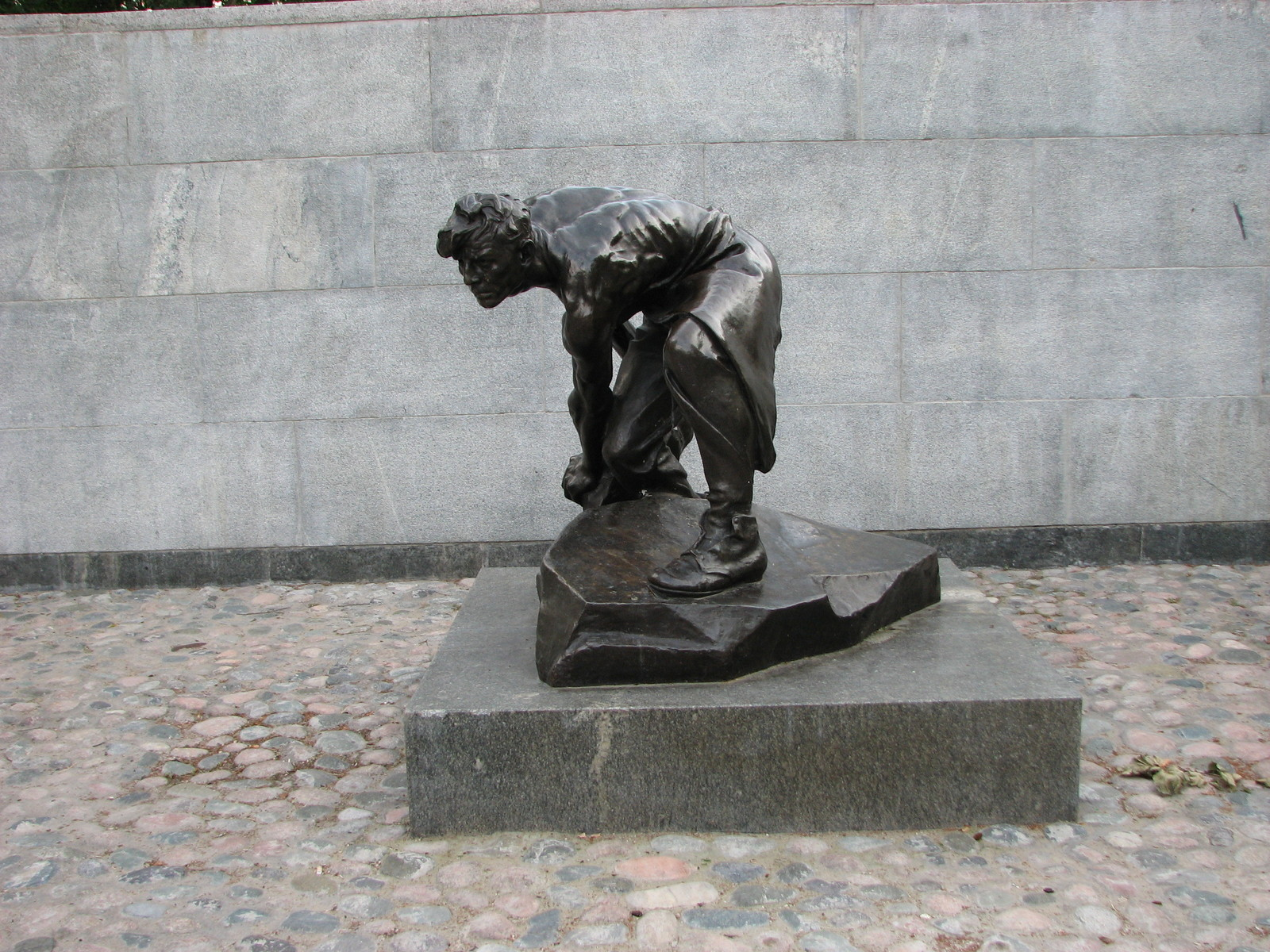
«Булыжник — оружие пролетариата» (парк Декабрьского восстания, Москва)

В 1923 году Шадр принимал участие в оформлении Всероссийской сельскохозяйственной и кустарно-промышленной выставки в Москве - фигура "Металлист" и неосуществленный фонтан (см. "Борьба с землей"). Там же демонстрировались его скульптуры, которые имели успех.
В 1924 году Иван Шадр создал натурную скульптуру «Ленин в гробу», сделавшую его главным мастером довоенной скульптурной ленинианы. За 13 лет И. Шадр создал 16 скульптурных изображений В. И. Ленина, в том числе для Центрального Музея В. И. Ленина в 1934 году. Одна из самых значительных его работ — монумент с одиннадцатиметровой бронзовой фигурой, установленной в 1927 году на территории Земо-Авчальской ГЭС имени В. И. Ленина (ЗАГЭС) в Грузии. Это один из первых памятников В. И. Ленину, он был демонтирован в 1991 году.
Иван Шадр создавал революционно-романтические, обобщённо-символические образы, например, горельеф «Борьба с землёй» (1922), скульптуру «Булыжник — оружие пролетариата» (1927). Последняя, помимо Москвы, была установлена в Челябинске, Львове, Шадринске, Монголии и Румынии.
В 1926 году Шадр ездил за границу: он посетил Францию и Италию. В Париже он вылепил бюст Л. Б. Красина, бывшего тогда полпредом СССР, и повторил затем портрет в мраморе.
В 1931 году была создана надгробная плита В. М. Фриче.

### Девушка с веслом
В 1934 году Иван Шадр начал работу над скульптурой «Девушка с веслом» для ЦПКиО имени Горького в Москве. Основной моделью скульптора стала В. Д. Волошина, студентка Московского Института физкультуры. Скульптура была установлена в центре фонтана на главной магистрали Парка имени Горького в 1935 году. Однако она подверглась критике и в том же году её переместили в парк культуры и отдыха имени Горького города Луганска. Её уменьшенная копия хранится в Третьяковской галерее. В конце 1950-х годов по настоянию жены скульптора гипсовую работу И. Шадра перевели в бронзу.
К лету 1936 года И. Д. Шадр создал новую увеличенную восьмиметровую скульптуру из тонированного бетона. Моделью для неё стала гимнастка Зоя Бедринская (Белоручева). Новую «Девушку с веслом» установили в центре фонтана на прежнем месте. Скульптура была разрушена в 1941 году при бомбёжке.
Ошибочно считается, что скульптуры Ивана Шадра послужили прототипами для создания дешёвых гипсовых копий, которые были массово установлены в парках практически по всему СССР. На самом деле в их основу была положена работа скульптора Р. Р. Иодко с тем же названием, но фигура девушки была в купальнике и c веслом в левой руке, выполненная им для парка водного стадиона «Динамо» в 1936 году.

### Позднее творчество
В конце 1930-х годов Шадр работал над проектом памятника А. С. Пушкину. В 1939 году создал скульптуру А. М. Горького в образе Буревестника (бронза, Третьяковская галерея). В том же году он подготовил более классическую модель памятника Горькому. Однако этот памятник был сооружён у Белорусского вокзала в Москве уже после смерти Ивана Дмитриевича скульптором В. И. Мухиной при помощи Н. Г. Зеленской и З. Г. Ивановой.
Шадр — автор надгробий Н. С. Аллилуевой (1933; архитектор — И. В. Жолтовский) и Е. Н. Немирович-Данченко (1939) на Новодевичьем кладбище в Москве. Оба надгробия выполнены из мрамора и гранита. Надгробие для Надежды Аллилуевой было выполнено скульптором по заказу ЦК ВКП(б).
Иван Шадр и скульптор П. И. Таёжный были авторами макета ордена Ленина, эскиз которого был передан им весной 1930 года.

### Премии
- Сталинская премия первой степени (1952 — посмертно) — за памятник А. М. Горькому на площади Белорусского вокзала в Москве.
- В январе 1928 г. «Булыжник — оружие пролетариата» экспонировался на «Выставке художественных произведений к десятилетнему юбилею Октябрьской революции». За эту работу Шадр получил третью премию[18].

### Коллекции и музеи
Произведения и эскизные работы Шадра хранятся в Государственной Третьяковской галерее, Государственном центральном музее современной истории России, Екатеринбургском музее изобразительных искусств, др. музеях.
Большинство работ И. Д. Шадра (в частности, «Штурм земли», «Булыжник — оружие пролетариата» и другие) находятся в Музее современной истории России в Москве.
Творчеству Ивана Дмитриевича отведён зал Шадринского краеведческого музея. Там хранятся «Рабочий», «Сезонник», «Сеятель», «Барельеф В. И. Ленина», «Ленин в гробу», «Портрет художника Н. А. Касаткина», «Портрет Л. Б. Красина», «Портрет жены», «Проект памятника В. П. Ногину», «Портрет В. П. Ногина», эскиз урны для праха К. И. Уншлихта «Скорбь», эскиз надгробия Н. С. Аллилуевой, копия скульптуры «Булыжник — оружие пролетариата. 1905 год», а также инструменты, фотографии работ с автографами и другие материалы.
На улице Октябрьской, № 101, город Шадринск, находился мемориальный комплекс, посвящённый Шадру. В 1980-х годах при строительстве общежития финансового техникума было принято решение о переносе дома Ивановых, находившегося по адресу ул. Советская, 112, на территорию городского сада. При разборке дома выявилась его полная непригодность к дальнейшему использованию, поэтому на территории городского сада построен макет этого дома, сделана попытка воссоздать обстановку дома того периода, когда в нём жил Иван Дмитриевич, но из подлинных вещей имелся только сундук (находится в краеведческом музее), принадлежащий семье Ивановых. Открытие копии дома, как части комплекса памятника И. Д. Шадру, произошло в 1987 году к 325-летию города. В 5 утра 21 сентября 2012 года дом сожгли вандалы, позже он признан полностью уничтоженным.

## Семья

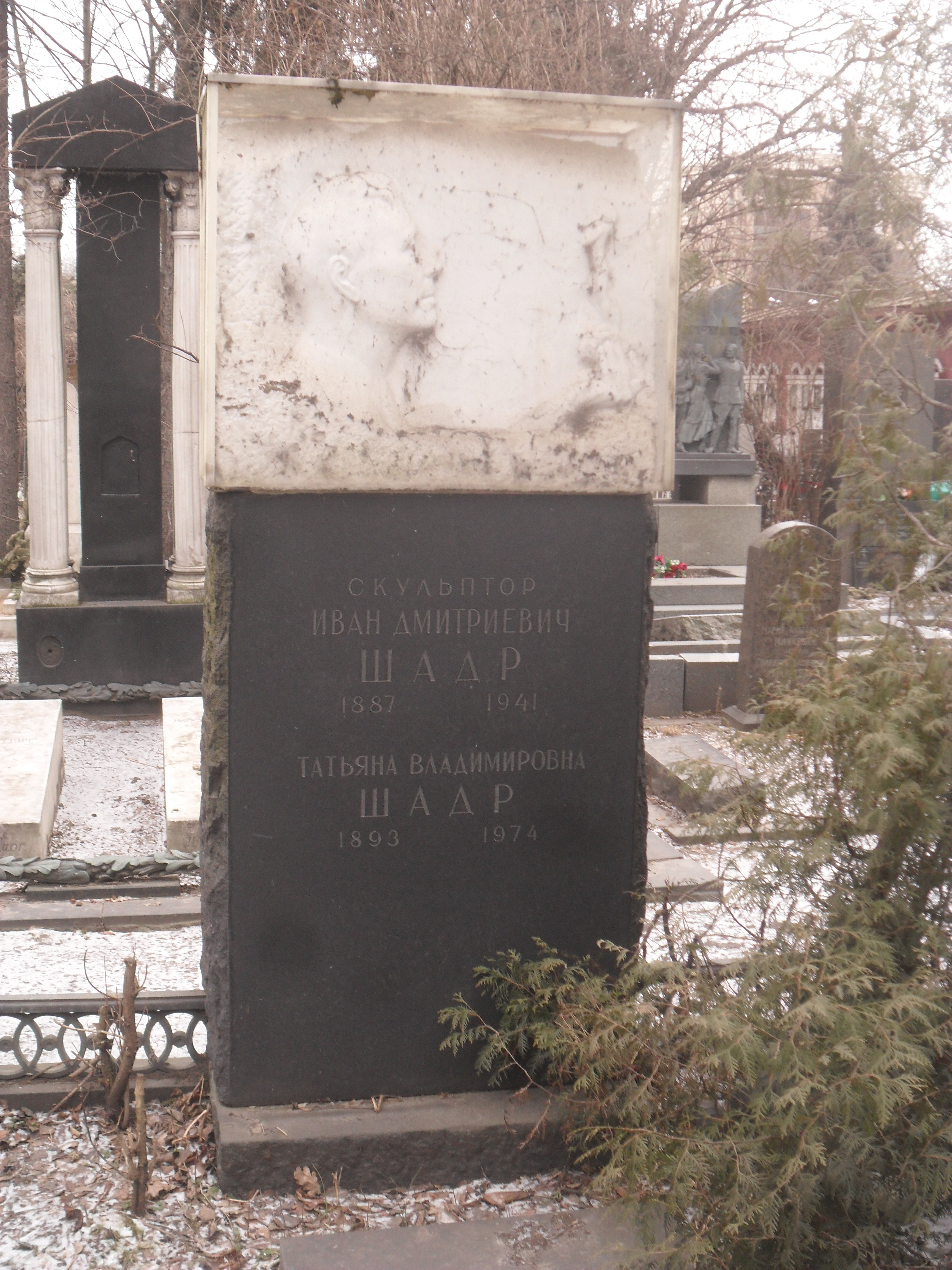
Могила Шадра на Новодевичьем кладбище Москвы.

- Прадед, шадринский купец Павел Иванович Иванов (1806—20 июля (1 августа) 1860)[24], расписывал стены в Спасо-Преображенском соборе.
  - Дед, Евграф Павлович Иванов (1834 — 10 (22) апреля 1897), в 1870-х годах имел питейное заведение.
    - Отец — Дмитрий Евграфович Иванов (май 1860 или 17 (29) июня 1862 — 8 апреля 1926). Отец и дяди тоже были строителями и богомазами (церковными живописцами). Но по основному роду занятий Дмитрий Евграфович был плотник.
    - Мать — Мария Егоровна (в девичестве Овчинникова, дочь крестьянина села Ряполово Ковровского уезда Владимирской губернии (ок. 1863 — 23 ноября 1935)[25].
      - Иван Дмитриевич был третьим сыном в семье, насчитывавшей двенадцать детей:
      - Василий (1883 — ум. в детстве)
      - Василий (1885), Иван (30 января (11 февраля) 1887 — 3 апреля 1941)
      - Екатерина (1889 — последние годы жизни жила в Троицке, у ней дочь)
      - Павла (2 (14) июня 1893 — 9.02.1918, в замужестве Юрина)
      - Александр (1896—?, у него сын Борис)
      - Антонина (1899—?, в замужестве Лобанова, у ней дочери Нина, Ангелина и сын Иван)
      - Владимир (1902—?, работал помощником заведующего экспедицией Дома Советов)
      - Валентина (31 января (13 февраля) 1908 — 26 декабря 1995, жила в Харькове, у ней дочь)
      - Виктор (31 января (13 февраля) 1908 — ум. во младенчестве)
      - Муза (1912 — ум. в детстве)
- Жена — Татьяна Владимировна Гурьева (1893 — 19 августа 1974), венчались в Москве, в церкви на Божедомке 4 (17) ноября 1915 года. Похоронена рядом с мужем на Новодевичьем кладбище. Детей в их семье не было.

## Память
- В 1987 году был открыт дом-музей И. Д. Шадра[26] и Свердловское художественное училище получило имя И. Д. Шадра.
- В Новом посёлке города Шадринска есть улица Шадра.
- В г. Шадринске скульптору установлен памятник на пересечении улиц Октябрьской и Луначарского (открыт 4 августа 1984 года, скульптор Ю. Л. Чернов, архитектор Г. Г. Исакович). Памятник представляет собой монументальный комплекс, установленный на прямоугольном гранитном пьедестале, по бокам которого возвышаются бронзовые копии двух работ И. Д. Шадра: «Булыжник — оружие пролетариата» и «Сезонник», а в центре — скульптура И. Д. Шадра — 56°04′54″ с. ш. 63°37′38″ в. д.HGЯO
- Мемориальная доска на доме, где в 1937—1941 годах жил скульптор, Москва, Брюсов переулок, 7 — 55°45′30″ с. ш. 37°36′22″ в. д.HGЯO
- Мемориальная доска на здании общежития Шадринского финансово-экономического колледжа — филиала Федерального государственного образовательного бюджетного учреждения высшего образования «Финансовый университет при Правительстве Российской Федерации», построенного на месте дома Ивановых, установлена 20 ноября 2015 года, Шадринск, ул. 4-го Уральского полка, 30 — 56°05′05″ с. ш. 63°38′35″ в. д.HGЯO[27].

### Марки, конверты и банкноты
- В 1962 году была выпущена почтовая марка СССР, посвященная Шадру.
- В 1986 году, к 100-летию со дня рождения Ивана Дмитриевича Шадра, выпущен почтовый художественный маркированный конверт.
- В 2011 году, к 125-летию со дня рождения Ивана Дмитриевича Шадра, выпущен почтовый художественный маркированный конверт.
- В 1976 году, выпущен почтовый художественный маркированный конверт с изображением скульптуры «Булыжник — оружие пролетариата».
- В 1976 году, выпущен почтовый художественный маркированный конверт с изображением Памятника А. М. Горькому на площади Белорусского вокзала. Проект памятника Максиму Горькому был создан скульптором И. Д. Шадром в 1939 году.

Стандартные марки РСФСР и СССР, выполненные по скульптурам И. Д. Шадра
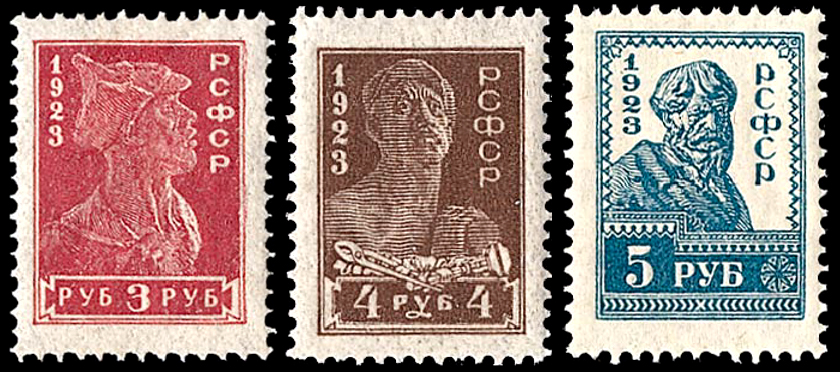
(ЦФА [АО «Марка»] #81-83; Sc #238-240)
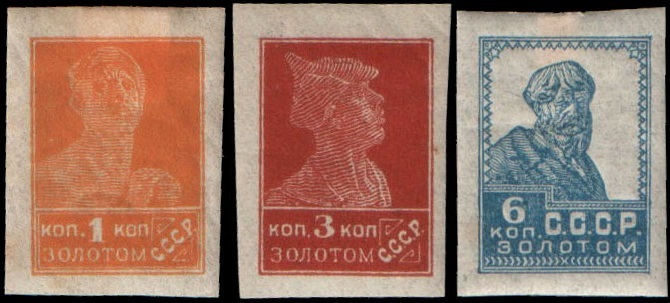
(ЦФА [АО «Марка»] #99, 101, 104; Sc #250, 252, 255)

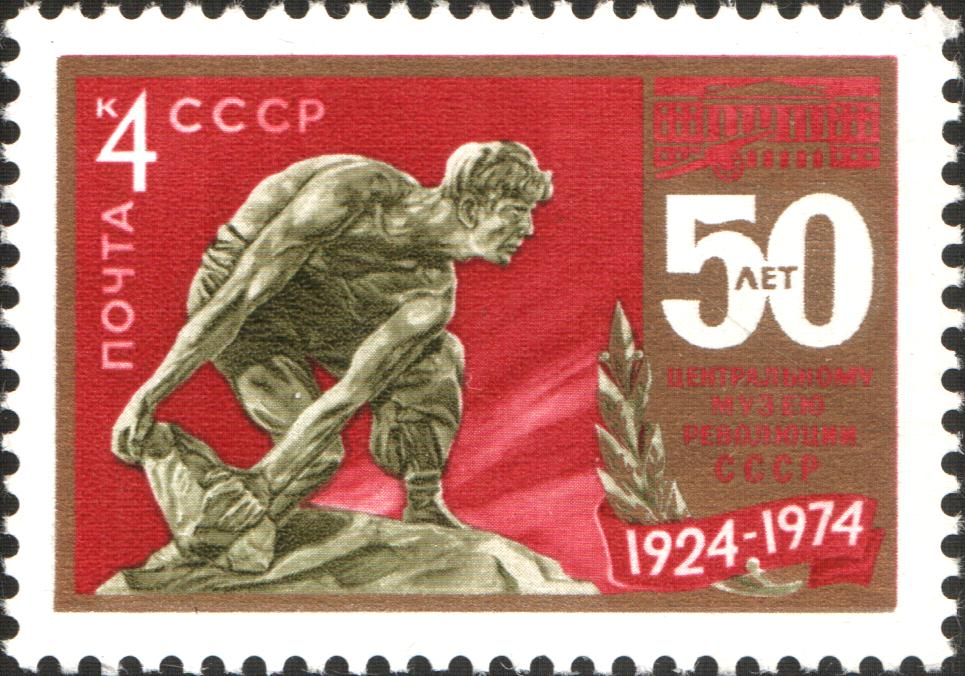
Скульптура «Булыжник — оружие пролетариата» на Почтовой марке СССР, 1974
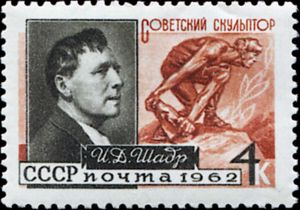
Почтовая марка СССР, посвящённая И. Д. Шадру, 1962  (ЦФА [АО «Марка»] #2718; Sc #2620)
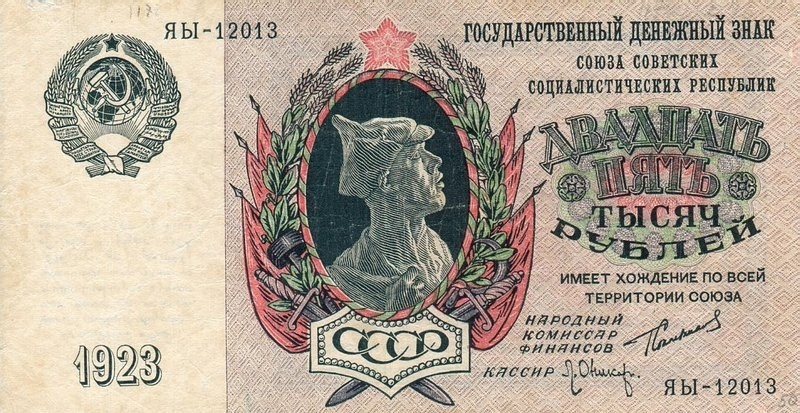
Банкнота с красноармейцем, 1923
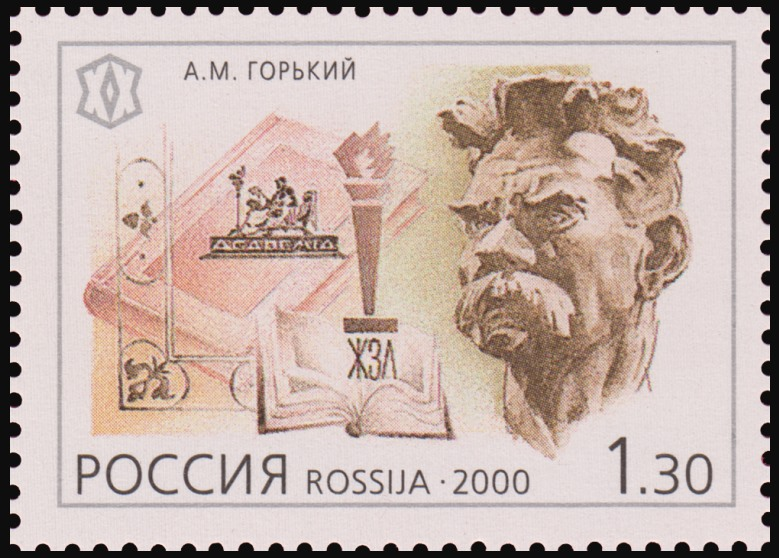
Памятник Максиму Горькому на Почтовой марке России, 2000